# Августа Рейсс-Шлейц-Кёстрицская
Принцесса Августа Матильда Вильгельмина Рейсс-Шлейц-Кёстрицская (нем. Auguste Mathilde Wilhelmine Prinzessin Reuß zu Köstritz; 26 мая 1822, Клипхаузен — 3 марта 1862, Шверин) — принцесса Рейсская, в браке великая герцогиня Мекленбург-Шверинская. Мать великой княгини Марии Павловны.

## Семья
Принцесса родилась в семье принца Рейсского Генриха LXIII и его супруги графини Элеоноры Штольберг-Вернигеродской. Её отец принадлежал к младшей линии дома Рейсс.

## Брак
3 ноября 1849 года в Людвигслюсте она вышла замуж за Фридриха Франца II, великого герцога Мекленбург-Шверинского. У них родилось шестеро детей:
- Фридрих Франц III (1851—1897), женат на великой княгине Анастасии Михайловне;
- Пауль Фридрих (1852—1923);
- Мария Павловна (1854—1920), замужем за Владимиром Александровичем;
- Николай (1855—1856);
- Иоганн Альберт (1857—1920);
- Александр (1859).

Принцесса умерла в 1862 году на 39 году жизни. Похоронена в саду Шверинского замка. После её смерти её супруг женился во второй раз на принцессе Анне Гессен-Дармштадтской, которая скончалась через год после свадьбы. В третий раз он женился на Марии Шварцбург-Рудольштадтской, которая родила ему четверых детей.

## Титулы
- 26 мая 1822 — 3 ноября 1849: Её Светлость Принцесса Августа Рейсская
- 3 ноября 1849 — 3 марта 1862: Её Королевское Высочество Великая герцогиня Мекленбург-Шверинская